# The Contortionist
The Contortionist ist eine US-amerikanische Progressive-Metal-Band aus Indianapolis, Indiana, welche 2006 unter dem Namen Achilles Rising gegründet wurde, sich ein Jahr später in At the Hands of Machines umbenannte und seit einer weiteren Namensänderung im Jahre 2008 unter ihrem jetzigen Namen auftritt. Die Band wird der Djent-Bewegung zugeschrieben.

## Geschichte
Der Sänger Jake Morris, die Gitarristen Robby Baca und Cameron Maynard, sowie der Bassist Christopher Tilley und der Schlagzeuger Joey Baca lernten sich auf der High School kennen und gründeten 2006 die Band Achilles Rising. Nach einer Umbenennung im Jahre 2007 in At the Hands of Machines veröffentlichte die Band mit Sporadic Movements ihre Debüt-EP, welche die Band selbst vertrieb. Kurz nachdem sich die Band 2008 in The Contortionist umbenannt hatte, verließ der Sänger Jake Morris im Sommer die Band und wurde durch Dave Hoffman ersetzt, der die Band fortan neben dem Gesang auch am Keyboard unterstützte. Noch im September desselben Jahres veröffentlichte die Band ihre zweite EP, welche den Namen Shapeshifter trug. Ein Jahr später folgte mit Apparition die dritte EP der Band, mit welcher sich die Band erstmals vom Deathcore distanzierte und sich mehr dem Technical Death Metal annäherte.
Im März 2010 unterschrieb die Band einen Plattenvertrag bei dem US-amerikanischen Plattenlabel Good Fight Music. Während der Aufnahmen zum ersten Studioalbum verließ der Sänger Dave Hoffman aus persönlichen Gründen die Band, woraufhin Jonathan Carpenter, ein guter Freund Hoffmans, welchen die Band bereits aus ihrer Entstehungszeit kannte und welcher bei der Produktion von der dritten EP Apparition mitgeholfen hatte, der Band hinzustieß. Ende August veröffentlichte die Band mit Exoplanet ihr Debütalbum, an welchem Jonathan Carpenter infolge des Mitgliederwechsels innerhalb eines Monats einige Veränderungen während der Aufnahmen vorgenommen hatte, um seinen eigenen Stil in das Album einzubringen. Zwischen April und Mai 2011 tourte die Band an der Seite von Arsonists Get All the Girls, A Plea for Purging und Volumes durch die USA, auf die im Sommer weitere Touren durch Nordamerika mit Bands wie Structures, Periphery und Textures folgten. Anschließend ging die Band im November mit der Band The Storm Picturesque auf ihre erste Tour außerhalb Amerikas durch Australien.
Nach einer weiteren US-Tour an der Seite von Jeff Loomis, Chimp Spanner und 7 Horns 7 Eyes veröffentlichte die Band im Juli 2012 mit Intrinsic ihr zweites Studioalbum, welches im Gegensatz zu seinem Vorgänger über das französische Plattenlabel Season of Mist auch in Europa erhältlich war. Nachdem die Band im November eine Tour durch die Vereinten Nationen unter anderem mit Born of Osiris, Unearth und Obey the Brave gespielt hatte, verließ der Sänger Jonathan Carpenter die Band, nachdem er sich verlobt hatte und ein Kind erwartete. Er wurde vorübergehend von Michael Lessard von Last Chance to Reason ersetzt, welcher zwischen März und April auf zwei US-Touren mit Bands wie After the Burial, Glass Cloud und Within the Ruins als Sänger aushalf und später im Juni als neuer Sänger der Band vorgestellt wurde.
Im Rahmen der Ankündigung ihres dritten Studioalbums wurde bekannt, dass Bassist Christopher Tilley, der die Band verließ, durch Jordan Eberhardt ersetzt wird und Eric Guenther die Band am Keyboard ergänzen wird.
Am 16. September 2014 erschien das Album Language.

## Stil
Die Band verwendet siebensaitige Gitarren, welche um einen Halbton herunter gestimmt werden (A# D# G# C# F A# D#). Die Texte auf den beiden Studioalben setzen sich mit Science-Fiction-Themen auseinander, für welche sich die gesamte Band besonders interessiert. Dabei setzten sich die Texte hauptsächlich mit der Frage auseinander, wie sich das Leben der Menschen außerhalb der Erde in ferner Zukunft gestalten wird.

## Sonstiges
Der Gitarrist Robby Baca und der Schlagzeuger Joey Baca sind Zwillingsbrüder.

## Diskografie

### Alben
- 2010: Exoplanet (Good Fight Music)
- 2012: Intrinsic (Nord-Amerika: Good Fight Music/E1 Music, Europa: Season of Mist)
- 2014: Language
- 2017: Clairvoyant

### EPs
- 2007: Sporadic Movements (Eigenvertrieb)
- 2008: Shapeshifter (Eigenvertrieb)
- 2009: Apparition (Eigenvertrieb)
- 2019 Our Bones (eOne)